# ماساتو كوروكي
ماساتو كوروكي (باليابانية: 黒木 聖仁) (24 أكتوبر 1989 في ميازاكي في اليابان – )؛ هو لاعب كرة قدم ياباني سابق كان يلعب كلاعب وسط.

## وصلات خارجية
- ماساتو كوروكي على موقع رابطة كرة القدم اليابانية للمحترفين (اليابانية)
- ماساتو كوروكي على موقع قاعدة بيانات كرة القدم.إي يو (الإنجليزية)
- ماساتو كوروكي على موقع Soccerway.com (الإنجليزية)
- ماساتو كوروكي على موقع عالم كرة القدم.نت (الإنجليزية)
- ماساتو كوروكي على موقع كووورة